# Albatênio Caiado de Godói
Albatênio Caiado de Godói (Goiás, 14 de abril de 1893 — Goiânia, 4 de fevereiro de 1973) foi um político brasileiro. Exerceu o mandato de deputado federal constituinte por Goiás em 1946.
Nasceu em Goiás, então capital do estado do mesmo nome, no dia 14 de abril de 1893, filho do desembargador João Francisco de Oliveira Godói e de Teresa Alencastro Caiado Godói. Seu irmão, Claro Augusto Codói, também ingressou na política, tendo sido deputado federal por Goiás de 1935 a 1937.
Estudou no Liceu de Goiás, entrando depois para a Faculdade Direito de São Paulo, pela qual se formou em 1919.
Promotor público em Goiás, foi deputado estadual em duas legislaturas, prefeito da cidade de Goiás, diretor do Departamento das Municipalidades, diretor-geral de Segurança Pública e secretário-geral do estado. Catedrático e depois diretor da Faculdade de Direito de Goiás e presidente do Conselho Penitenciário do estado, participou em 1936 do I Congresso Nacional de Direito Judiciário e da II Conferência Penitenciária Brasileira, realizada em 1944.
Procurador da República em seu estado, afastou-se do cargo ao se eleger deputado por Goiás à Assembleia Constituinte em dezembro de 1945 na legenda do Partido Social Democrático (PSD). Empossado em fevereiro do ano seguinte participou dos trabalhos constituintes e, após a promulgação de nova Constituição (18/9/1946), passou, a exercer o mandato de deputado federal, que se estendeu até janeiro de 1951. Durante esse período, foi suplente da mesa e membro da Comissão de Justiça da Câmara dos Deputados. Deixou a vida política ao fim dessa legislatura, dedicando-se ao exercício da advocacia.
Presidente do Instituto dos Advogados de Goiás e presidente do conselho secional da Ordem dos Advogados do Brasil, colaborou também em diversos jornais e revistas, entre eles a Revista de Jurisprudência de Goiás. Dirigiu o periódico Voz do Povo, tendo presidido a Associação Goiana de Imprensa e pertencido à Associação Brasileira de Imprensa.
Faleceu em Goiânia no dia 4 de fevereiro de 1973. Foi casado com Maria Paula Fleury, com quem teve sete filhos.